# CODA (филм)
 (транскр.  Кода; скраћено од енгл. Children of Deaf Adults, дословно Деца глувих родитеља) драмедијски је филм из 2021. године. Редитељка и сценаристкиња филма је Шан Хедер. Римејк је француског филма Глас дружине Белије из 2014. године. Главну улогу глуми Емилија Џоунс као насловни CODA (дете глувих родитеља), једина чланица породице глувих која може да чује, која покушава да помогне у тешком рибарском послу своје породице и оствари сопствене аспирације да постане певачица. Споредне улоге глуме Еухенио Дербез, Трој Коцур, Фердија Волш-Пило, Данијел Дурант и Марли Матлин. Филм је урађен у копродукцији између САД и Француске, док Филип Рузелет, продуцент филма Глас дружине Белије, понавља своју улогу. Филм је снимљен на локацијама у Глостеру.
Светска премијера филма је била 28. јануара 2021. на Филмском фестивалу Санденс, где је Apple стекао права дистрибуције за рекордних 25 милиона долара. Филм је објављен 13. августа 2021. у биоскопима и преко услуге стриминга, Apple TV+. Добио је позитивне рецензије критичара, а Амерички филмски институт га је прогласио једним од 10 најбољих филмова 2021. године. Филм је освојио три награде на 94. додели Оскара (најбољи филм, најбољи споредни глумац и најбољи адаптирани сценарио), поставши први филм који је дистрибуирала услуга стриминга и први са претежно глувим глумцима који је освојио Оскара за најбољи филм. Међу разним другим признањима, филм је освојио награду Удружења продуцената Америке за најбољи филм и награду Удружења сценариста Америке за најбољи адаптирани сценарио, док је глумачка постава освојила награду Удружења филмских глумаца за најбољу филмску поставу.

## Радња
У Глостеру, на североисточној обали Масачусетса, седамнаестогодишња Руби Роси једина је особа у својој породици која чује; њени родитељи, Френк и Џеки, као и њен старији брат, Лео, сви су глуви. Она помаже у породичном рибарском послу и планира да му се придружи са пуним радним временом након средње школе. Једног дана у школи, Руби види своју симпатију, Мајлса, како се уписује у хор као изборни предмет, па се и она пријављује. Учитељ музике, Бернардо Виљалобос, подстиче Руби да више пева и додељује јој дует са Мајлсом.
У међувремену, Френк и Лео се боре да саставе крај с крајем са рибарским послом јер локални одбор намеће нове накнаде и ограничења. На седници одбора сви су љути због чињенице да све више чамаца нестаје из луке. Током вике, Френк најављује да ће основати сопствену компанију како би заобишао нова ограничења и да намерава сам да продаје своју рибу, позивајући друге локалне рибаре да му се придруже. Породица се бори да покрене нови посао, ослањајући се на Руби да прошири вест.
Виљалобос подстиче Руби да оде на аудицију за Музички колеџ Беркли, где је и он дипломирао, и нуди јој приватне часове да се припреми. Руби се слаже, али њена све већа посвећеност породичном послу (њени родитељи зависе од ње да им преводи) доводи до тога да касни на њихове часове. Учитељ постаје изнервиран Рубиним сталним кашњењем и грди је што му губи време и не брине довољно о музици.
Када једног дана Руби оде на пливање са Мајлсом, Френк и Лео испловљавају са савезним посматрачем за пецање на броду, која није унапред упозната са чињеницом да су глуви. Обалска стража пресреће брод након што није одговорио на бродске сирене и радио позиве. Френк и Лео су кажњени и суспендоване су им дозволе за риболов због немара. Када кажу Руби да је требало да буде на броду са њима, она им каже да не може увек да буде ту за њих и да није крива. Френк и Лео подносе жалбу и добијају дозволе назад, под условом да у сваком тренутку на броду имају особу која чује. Руби говори породици да неће ићи на колеџ и да ће се придружити њиховом послу са пуним радним временом. Њени родитељи је подржавају, али Лео реагује бесно, инсистирајући да могу да се снађу и без Руби јер је она заиста талентована. Он и Руби се касније посвађају, а он јој каже да ће заувек жалити ако не оде на колеџ.
Рубина породица присуствује наступу њеног хора и примећује позитиван пријем код околне публике. Те ноћи, Френк замоли Руби да му пева док он опипава њене гласне жице, постајући све емотивнији. Породица затим вози Руби у Бостон на њену аудицију за Беркли. Пре аудиције, она види Мајлса, који открива да није успео на аудицији и жели јој срећу. Рубина породица се шуња на балкон док Виљалобос долази да је прати на клавиру. Руби је у почетку нервозна и неспремна, али након што Виљалобос намерно погреши на клавиру, дозвољено јој је да почне изнова и она стиче самопоуздање када види своју породицу. Она користи знаковни језик док пева, како би њена породица могла да је разуме.
Руби је примљена на Беркли и позива Мајлса да је посети у Бостону. У међувремену, нови радници у породичном рибарском послу уче знаковни језик, што ће им омогућити да комуницирају и тумаче за породицу. Рубина пријатељица Герти је вози у Бостон на колеџ док их њена породица испраћа; Руби им показује знак: „Толико вас волим” док се одвозе.

## Улоге
| Глумац            | Улога              |
| ----------------- | ------------------ |
| Емилија Џоунс     | Руби Роси          |
| Трој Коцур        | Френк Роси         |
| Данијел Дурант    | Лео Роси           |
| Марли Матлин      | Џеки Роси          |
| Еухенио Дербез    | Бернандо Виљалобос |
| Фердија Волш-Пило | Мајлс              |
| Ејми Форсајт      | Герти              |
| Кевин Чапман      | Брејди             |